# Karin Luck
Karin Claudia Luck Urban (Viña del Mar, 19 de julio de 1971) es una relacionadora pública y política chilena del partido Renovación Nacional (RN).

## Biografía
Nació en Viña del Mar el 19 de julio de 1971. Hija de Hans Luck Thomsen y Silvia Urban Soto.
Entre 1978 y 1989 realizó sus estudios en el Colegio Alemán de Santiago. En 1990 ingresó al Instituto Profesional del Pacífico en Santiago, titulándose de la carrera de Relaciones Públicas.
Cursó un diplomado en Alta Dirección Municipal en la Universidad Adolfo Ibáñez.
Entre abril de 2004 y marzo de 2006 se desempeñó como coordinadora de la Secretaría General del partido Renovación Nacional. Entre marzo de 2006 y de 2010 trabajó como Jefa de Gabinete del diputado Cristián Monckeberg.
Fue Analista de la División de Relaciones Políticas e Institucionales del Ministerio Secretaría General de la Presidencia entre marzo de 2010 y abril de 2011. También se desempeñó como Coordinadora de la División de Investigaciones del Ministerio del Interior y Seguridad Pública, entre mayo y septiembre de 2011.
Desde octubre de 2011 hasta marzo de 2014 se desempeñó como Analista de la Subsecretaria del Ministerio de Vivienda y Urbanismo.
Desde julio de 2015 hasta fines de 2017 se desempeñó como Coordinadora Territorial en la Municipalidad de Lo Barnechea, en el tercer período del alcalde Felipe Guevara Stephens.
Se desempeñó como Consejera Regional de la Región Metropolitana entre 2009 y 2016.
En las elecciones parlamentarias de 2017 fue elegida Diputada de RN en representación del 11° Distrito, Región Metropolitana de Santiago, comunas de Las Condes, Vitacura, Lo Barnechea, La Reina y Peñalolén, para el periodo legislativo 2018-2022. Obtuvo 6.881 votos, correspondientes a un 1,83 % del total de los sufragios emitidos.
Integra las comisiones permanentes de Gobierno Interior, Nacionalidad, Ciudadanía y Regionalización; de Ética y Transparencia; y de Medio Ambiente y Recursos Naturales. Es miembro de las comisiones especiales investigadoras "Programas de Gobierno calificados como de desempeño insuficiente, y las razones de este resultado" y "Eventual fraude en ANFP y efectos sobre organizaciones deportivas profesionales".
En 2019, Luck fue autora del proyecto de ley del Voto Obligatorio, para luego votar en contra del mismo.
El 21 de noviembre de 2021 fue candidata a la reelección en su distrito, no siendo electa al resultar con un 1,35% de los votos.

## Historial electoral

### Elecciones de consejeros regionales de 2013
- Circunscripción Santiago IV (Ñuñoa, Providencia, Las Condes, Vitacura, Lo Barnechea y La Reina)

### Elecciones parlamentarias de 2017
- Elecciones parlamentarias de 2017, para Diputado por el distrito 11 (La Reina, Las Condes, Lo Barnechea, Peñalolén y Vitacura)[4]

### Elecciones parlamentarias de 2021
- Elecciones parlamentarias de 2021, a Diputado por el distrito 11 (La Reina, Las Condes, Lo Barnechea, Peñalolén y Vitacura)[5]